# A Flame in Hali
https://postimg.cc/RWwZY7RD Arhivat în 15 septembrie 2022, la Wayback Machine.
A Flame in Hali este un roman științifico-fantastic (de fantezie științifică) din 2004 al scriitoarei americane Marion Zimmer Bradley scris împreună cu Deborah J. Ross. Este al treilea roman din Trilogia Clingfire, după The Fall of Neskaya și Zandru's Forge.
Face parte din Seria Darkover care are loc pe planeta fictivă Darkover din sistemul stelar fictiv al unei gigante roșii denumită Cottman. Planeta este dominată de ghețari care acoperă cea mai mare parte a suprafeței sale. Zona locuibilă se află la doar câteva grade nord de ecuator.